# 城的灯
《城的灯》是河南作家李佩甫于2003年发表的一部小说，共九章，它与《羊的门》 （1999年）、《生命册》 （2012年）组成“平原三部曲”。2008年由万盛华执导，任程伟、闫妮主演的26集军旅题材电视剧《下辈子做你的女人》（又名《城的灯》)改编自本书。

## 创作主题
据记者对李佩甫的采访，李佩甫说道：“《羊的门》写的是客观，诉说了土地的沉重及植物生长的向度。《城的灯》写的是主观、是逃离，是对“灯”的向往。《生命册》写的是“树”，是一个人的精神成长史和“土壤”、“植物”的丰富性。通过“树”的成长史，以内心独白的方式写了一个人50年的心灵史。三部作品是递进关系，是一次次的发问，是三部曲。《生命册》的宽阔度、复杂度是最全面、最具代表性的，是一次关于“平原说”的总结。”
李佩甫说：“刘汉香是我虚拟出来的一个优秀的“血分子”。其实，中国历朝历代都不乏这样优秀的“血分子”。可还是有人说刘汉香假。这是人心假的结果。这部长篇小说是写“光”的，刘汉香这样一位美丽的、光芒四射的女性就是作品之光。有了“光”，生活才有温暖和方向，“光”能照亮文字，照亮人心，照亮自我。我认为对一个民族来说，是需要光的。”

## 故事概况
穷小子冯家昌与村支书刘国豆之女刘汉香偷偷相恋，刘国豆发现后要求冯家昌去当兵，当上一定级别的军官后才有资格回来娶汉香。冯家昌当兵刻苦锻炼，逐步得到重用和晋升，最后在城市部队里站稳了脚跟，为了事业的高升和以后要把4个弟弟一一都搞到部队里来的愿望，家昌和廖副参谋长的侄女李冬冬相处在了一起。当家昌和李冬冬的情况传到老家后，早已铁定要当家昌媳妇的汉香被迫又离开了冯家。家昌的4个弟弟还一起到部队里去找哥哥，想要劝说他回心转意，可是并未如愿。后来汉香也来找家昌也得到否定的答复后，汉香在城里转悠的时候遇到了一位在园艺所工作多年的大伯，她留在了那里一段时间跟他学会了种植。
而冯家昌的三个兄弟老二家兴、老三家运、老五家福都一一在得到家昌的帮助后，都各自到不同的部队里当兵并在城市里扎了根，唯独老四冯家和不愿当兵执意留在了村里，并当了小学的民办教师还编写了一本《上梁方言》，他音行为怪异而被村民称为“冯疯子”，其实他的内心一直暗恋着汉香。后来汉香回到了上梁村并当上了村支书，就带领村民都种植苹果树以实现致富，她自己也长期钻研一种名贵的花卉——月亮花，每次家昌、家兴、家运、家福寄送金钱给汉香，她都不愿意接收。后来一位香港商人裘董事长出500万元想要购买栽培月亮花的技术，她没有卖，只答应跟港商在本村合作种花，然后五五分账。而在一个夜晚，六名10多岁的青年混混为了从她身上抢到大钱，最后竟害死了她。之后六名犯罪分子被抓，汉香的葬礼有数千人参加。本村在与港商合作种花后，逐渐变得富有，上梁村也变成了月亮镇，即俗称的花镇。
在冯家昌45岁生日、当他们4兄弟团聚之际，他们4人开车回到了家乡，终于看到了久未谋面的老四，才知道汉香去世的悲痛事实。

## 主要人物
- 冯家昌：小名“钢蛋”，是家中的老大，下有4个弟弟—老二铁蛋（家兴）、老三狗蛋（家运）、老四瓜蛋（家和）、老五（家福），因与刘汉香偷情而被迫参军入伍，因表现出色而被廖副参谋长看中成为其秘书。最后成为一位副厅级干部。
- 刘汉香：村支书之女，爱上冯家昌的贤惠美貌女子；后来当上村支书带领村民依靠种植果树和花卉致富。
- 刘国豆：村支书，因女儿刘汉香执意嫁给穷小子冯家昌，而与女儿断绝关系。
- 老姑父：冯家昌等5兄弟的父亲。
- 老二家兴：最初搬炮弹，之后跟老黄学开车，后来又学习新闻写作，最后成为地级市的公安局局长。
- 老三家运：起初在边远地区当兵，因为阅读大量书籍而考上了陆军学院，硕士毕业后，成为驻外武官，上校军衔。
- 老四家和：唯一一位一直留在村子的兄弟。
- 老五家福：虽然个子矮小，但是能说会道，最初在上海卫戍区的通讯连当兵，因推销温州扣子赚了几万元，后来又炒股赚了数百万，最后成为上海一家民营公司的董事长，资产过亿。
- 李冬冬：爱上冯家昌的城里女子，她父亲李慎言曾当作市长且身患重病，廖副参谋长的侄女。
- 廖副参谋长：冯家昌的领导，后来下放到青泥河农场。